# Drypetes obtusa
Drypetes obtusa là một loài thực vật có hoa trong họ Putranjivaceae. Loài này được Merr. & Chun mô tả khoa học đầu tiên năm 1940.